# Stazione di Berlino-Lichterfelde Est
La stazione di Berlino-Lichterfelde Est (in tedesco Berlin-Lichterfelde Ost) è una stazione ferroviaria di Berlino, sita nel quartiere di Lichterfelde.
È posta sotto tutela monumentale (Denkmalschutz).

## Movimento
La stazione è servita dalla linea S 25 della S-Bahn  e dalle linee regionali espresse RE 3, RE 4 e RE 5.

## Interscambi
- Fermata autobus